# Naturbahnrodel-Europameisterschaft 2010
Die 23. FIL-Naturbahnrodel-Europameisterschaft fand vom 15. bis 17. Januar 2010 auf der Naturrennrodelbahn Mariazellerland in der Gemeinde Sankt Sebastian in der Steiermark statt. Zusätzlich zu den Einsitzerbewerben der Damen und Herren und dem Doppelsitzer wurde erstmals bei Europameisterschaften ein Mannschaftswettbewerb ausgetragen, an dem je Team zwei Einsitzer (Damen und Herren) und ein Doppelsitzerpaar teilnahmen. Am Start waren Sportler aus zehn europäischen Ländern (Bulgarien, Deutschland, Italien, Österreich, Polen, Rumänien, Russland, Slowenien, Ukraine und Vereinigtes Königreich) sowie zwei Gastrodler aus Kanada und Südkorea. Am erfolgreichsten war der italienische Verband, der jeweils zwei Gold-, Silber- und Bronzemedaillen gewann. Erfolgreichster Sportler war der Italiener Patrick Pigneter, der den Einsitzerbewerb und zusammen mit Florian Clara auch den Doppelsitzerbewerb gewann sowie Silber mit der Mannschaft holte.

## Einsitzer Herren
| Platz | Name                   | Zeit          |
| ----- | ---------------------- | ------------- |
| 01    | Patrick Pigneter       | 3:32,24 min   |
| 02    | Thomas Kammerlander    | + 01,00 s     |
| 03    | Anton Blasbichler      | + 01,69 s     |
| 04    | Alex Gruber            | + 01,72 s     |
| 05    | Gerald Kammerlander    | + 01,88 s     |
| 06    | Hannes Clara           | + 03,04 s     |
| 07    | Thomas Schopf          | + 03,05 s     |
| 08    | Robert Batkowski       | + 03,17 s     |
| 09    | Michael Scheikl        | + 03,34 s     |
| 10    | Stefan Gruber          | + 03,38 s     |
| 11    | Florian Batkowski      | + 03,76 s     |
| 12    | Rudi Resch             | + 04,34 s     |
| 13    | Žiga Pagon             | + 06,09 s     |
| 14    | Kaj Johnson            | + 06,76 s     |
| 15    | Alexander Jegorow      | + 06,87 s     |
| 16    | Björn Kierspel         | + 07,31 s     |
| 17    | Juri Talych            | + 07,44 s     |
| 18    | Marcus Grausam         | + 07,53 s     |
| 19    | Christoph Regensburger | + 07,80 s     |
| 20    | Adam Jędrzejko         | + 08,00 s     |
| 21    | Luka Švab              | + 08,29 s     |
| 22    | Damian Waniczek        | + 10,21 s     |
| 23    | Georg Maurer           | + 14,16 s     |
| 24    | Matic Nemc             | + 14,75 s     |
| 25    | Pawel Silin            | + 15,42 s     |
| 26    | Andrzej Laszczak       | + 17,54 s     |
| 27    | Galabin Bozew          | + 18,08 s     |
| 28    | Marjan Husner          | + 33,42 s     |
| 29    | Petar Sawow            | + 33,69 s     |
| 30    | Ilja Tarassow          | + 36,86 s     |
| 31    | Antoni Stoitschkow     | + 45,68 s     |
| 32    | Stepan Irschak         | + 1:02,70 min |
| 33    | Cosmin Codin           | + 1:15,92 min |
| 34    | Lee Jeong-il           | + 1:26,66 min |
| 35    | Jusuf Kasow            | + 1:33,61 min |
| 36    | Bogdan Moroșan         | + 2:24,24 min |
| 37    | Alexandru Vîlcan       | + 2:37,16 min |
| --    | Iwan Lasarew           | DNS (1. Lauf) |
| --    | Lasar Murdschow        | DNS (1. Lauf) |
| --    | Andrij Wertschuk       | DNS (1. Lauf) |
| --    | Andrij Tolopko         | DNS (1. Lauf) |
| --    | Christian Wichan       | DNS (1. Lauf) |
| --    | Ian Greer              | DNF (1. Lauf) |
| --    | Stanislaw Kowschik     | DNS (2. Lauf) |
| --    | Georgi Antschow        | DNF (2. Lauf) |

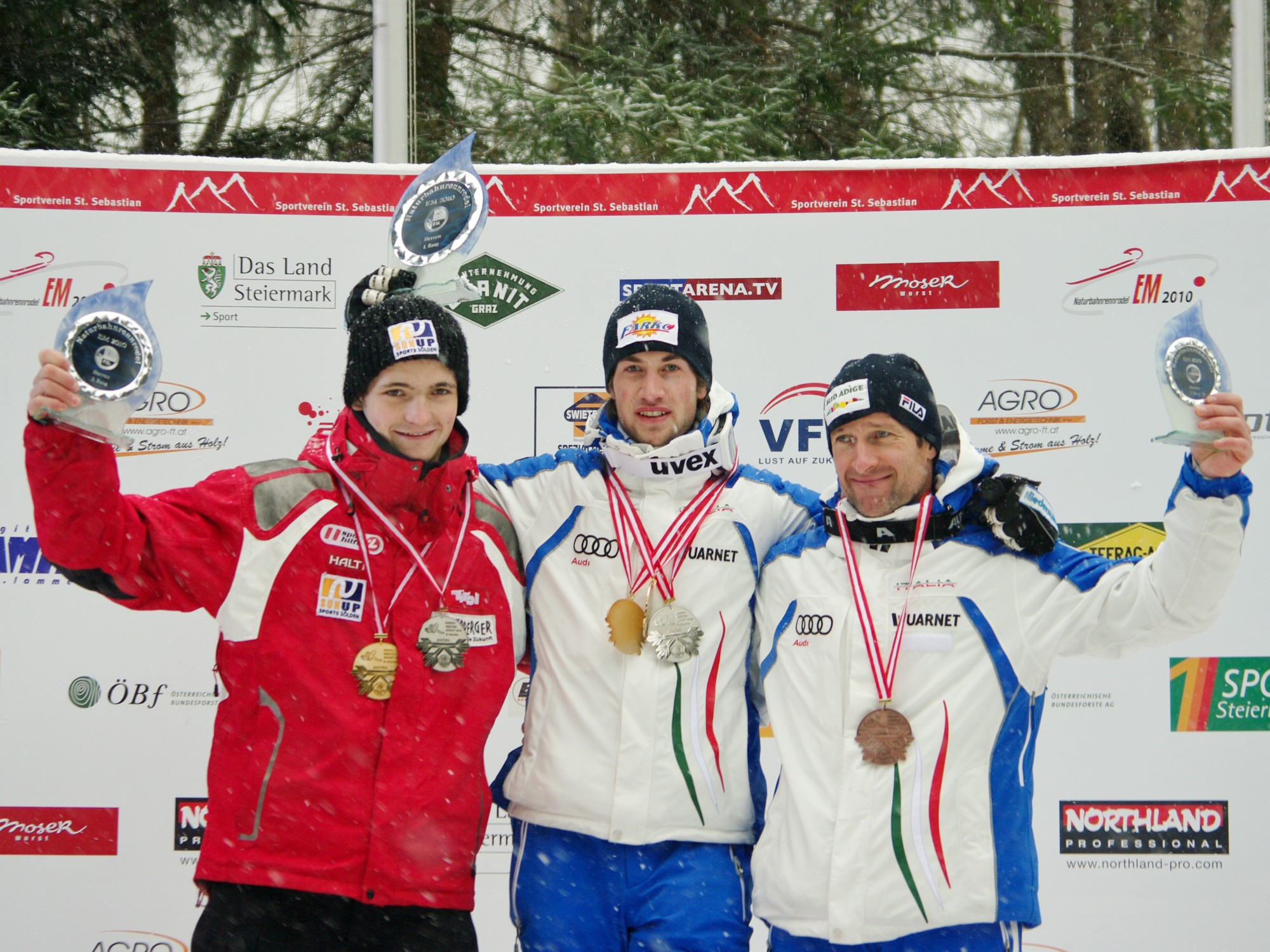
Siegerehrung Einsitzer Herren: Kammerlander, Pigneter und Blasbichler

Datum: 16. Januar (1. Wertungslauf) und 17. Januar 2010 (2. und 3. Wertungslauf)
Europameister im Einsitzer der Herren wurde mit Laufbestzeiten in allen drei Durchgängen der Italiener Patrick Pigneter. Bei den Europameisterschaften 2006 und 2008 hatte er den dritten Platz belegt. Die Silbermedaille gewann der Österreicher Thomas Kammerlander mit genau einer Sekunde Rückstand und Bronze holte sich der Italiener Anton Blasbichler, der mit der achten Laufzeit im dritten Durchgang nur knapp vor seinem Landsmann Alex Gruber blieb. Blasbichler war bereits 1993 und 1999 Europameister im Einsitzer, 2008 wurde er Zweiter. Der Titelverteidiger Robert Batkowski belegte den achten Platz. Von 45 gemeldeten Rodlern nahmen 5 nicht am ersten Lauf und einer nicht am zweiten Lauf teil. Der Brite Ian Greer schied nach einem folgenlosen Sturz im ersten Durchgang aus. Der zweite Lauf musste nach einem Sturz des Bulgaren Georgi Antschow längere Zeit unterbrochen werden. 37 Teilnehmer kamen in die Wertung.

## Einsitzer Damen
| Platz | Name                   | Zeit          |
| ----- | ---------------------- | ------------- |
| 01    | Jekaterina Lawrentjewa | 3:38,76 min   |
| 02    | Evelin Lanthaler       | + 00,08 s     |
| 03    | Renate Gietl           | + 00,32 s     |
| 04    | Melanie Batkowski      | + 00,57 s     |
| 05    | Alexandra Obrist       | + 04,44 s     |
| 06    | Melanie Schwarz        | + 05,83 s     |
| 07    | Marlies Wagner         | + 05,86 s     |
| 08    | Nina Bučinel           | + 09,01 s     |
| 09    | Tina Unterberger       | + 09,95 s     |
| 10    | Christina Götschl      | + 12,01 s     |
| 11    | Ljudmila Astramowitsch | + 13,11 s     |
| 12    | Michaela Maurer        | + 13,70 s     |
| 13    | Natalia Waniczek       | + 14,78 s     |
| 14    | Olga Sidorowa          | + 15,30 s     |
| 15    | Julija Melnyk          | + 46,71 s     |
| 16    | Gergana Alexandrowa    | + 1:02,49 min |
| 17    | Maria Manuela Danci    | + 2:03,25 min |

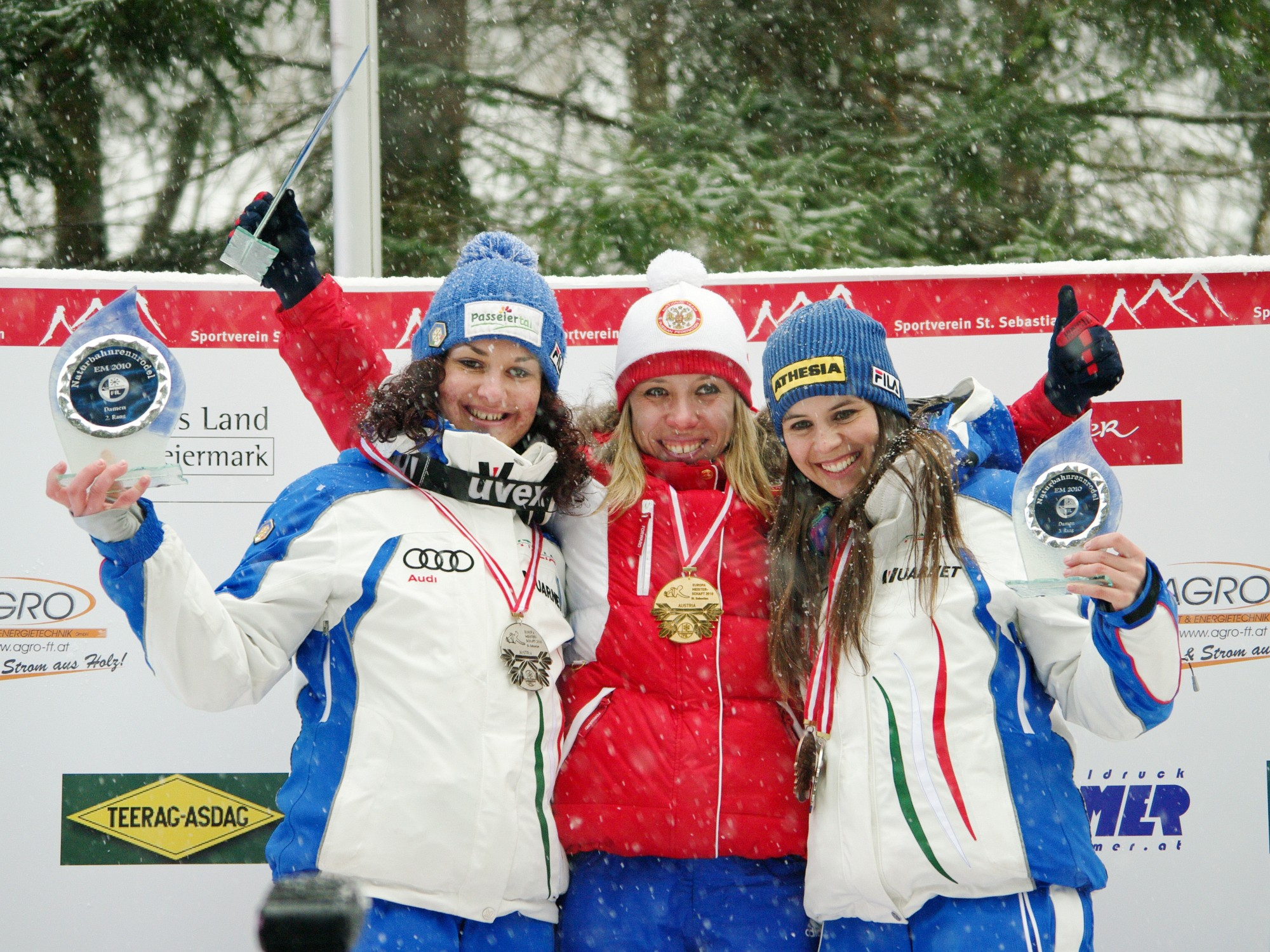
Siegerehrung Einsitzer Damen: Lanthaler, Lawrentjewa und Gietl

Datum: 16. Januar (1. und 2. Wertungslauf) und 17. Januar 2010 (3. Wertungslauf)
Im Einsitzer der Frauen setzte sich die Russin Jekaterina Lawrentjewa mit der jeweils zweitbesten Zeit in allen drei Wertungsläufen durch. Für sie war es der dritte EM-Titel nach 2004 und 2008. Die Silbermedaille ging an Evelyn Lanthaler aus Italien, die trotz der schnellsten Zeit im zweiten und dritten Durchgang ihren Rückstand aus dem ersten Lauf nicht mehr wettmachen konnte. Bronze gewann Renate Gietl, ebenfalls aus Italien, die nach dem ersten Lauf noch in Führung lag. Von den 17 gemeldeten und gestarteten Teilnehmerinnen kamen alle in die Wertung.

## Doppelsitzer
| Platz | Name                                         | Zeit          |
| ----- | -------------------------------------------- | ------------- |
| 01    | Patrick Pigneter – Florian Clara             | 2:30,77 min   |
| 02    | Andrzej Laszczak – Damian Waniczek           | + 01,52 s     |
| 03    | Alexander Jegorow – Pjotr Popow              | + 01,81 s     |
| 04    | Christian Schopf – Andreas Schopf            | + 02,80 s     |
| 05    | Thomas Kammerlander – Christoph Regensburger | + 03,64 s     |
| 06    | Pawel Porschnew – Iwan Lasarew               | + 03,80 s     |
| 07    | Florian Breitenberger – David Mair           | + 03,82 s     |
| 08    | Christian Schatz – Gerhard Mühlbacher        | + 04,41 s     |
| 09    | Pawel Silin – Iwan Rodin                     | + 10,59 s     |
| 10    | Stanislaw Kowschik – Maxim Batunin           | + 15,89 s     |
| 11    | Galabin Bozew – Petar Sawow                  | + 22,81 s     |
| 12    | Björn Kierspel – Christian Wichan            | + 22,90 s     |
| --    | Marjan Husner – Andrij Tolopko               | DSQ (1. Lauf) |

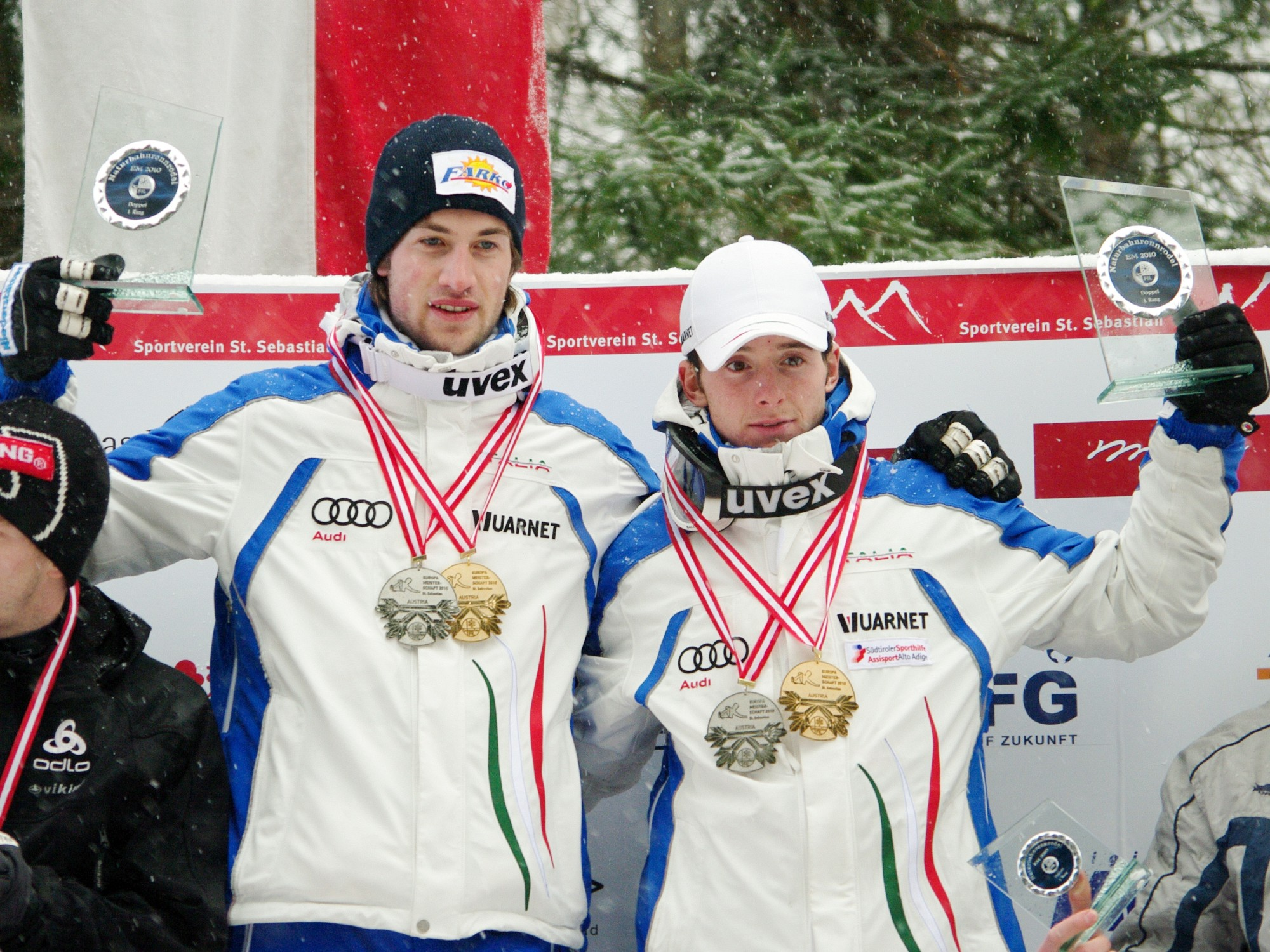
Europameister im Doppelsitzer der Herren: Patrick Pigneter und Florian Clara

Datum: 16. Januar 2010 (beide Wertungsläufe)
Bei den Doppelsitzern sicherten sich die Italiener Patrick Pigneter und Florian Clara mit Laufbestzeiten in beiden Wertungsläufen den Europameistertitel. Bei der EM 2008 gewannen sie bereits die Silbermedaille. An zweiter Stelle landeten die Polen Andrzej Laszczak und Damian Waniczek, die in beiden Durchgängen jeweils die zweitbeste Zeit erzielten. Für sie war es ebenfalls die zweite Doppelsitzer-Medaille nach Platz drei bei der EM 2002. Dritte wurden die Russen Alexander Jegorow und Pjotr Popow mit den jeweils drittbesten Laufzeiten. Sie gewannen bei der letzten EM ebenfalls Bronze. Die Sieger der letzten drei Europameisterschaften, die Russen Pawel Porschnew und Iwan Lasarew, belegten Rang sechs.

## Mannschaftswettbewerb
| Platz | Name                                                                                  | Punkte |
| ----- | ------------------------------------------------------------------------------------- | ------ |
| 01    | Österreich IMelanie Batkowski Thomas Kammerlander Christian Schopf – Andreas Schopf   | 86     |
| 02    | Italien IRenate Gietl Alex Gruber Patrick Pigneter – Florian Clara                    | 85     |
| 03    | Österreich IIMarlies Wagner Gerald Kammerlander Christian Schatz – Gerhard Mühlbacher | 80     |
| 04    | Italien IIEvelin Lanthaler Stefan Gruber Florian Breitenberger – David Mair           | 78     |
| 05    | Russland IJekaterina Lawrentjewa Alexander Jegorow – Pjotr Popow                      | 78     |
| 06    | PolenNatalia Waniczek Adam Jędrzejko Andrzej Laszczak – Damian Waniczek               | 69     |
| 07    | DeutschlandMichaela Maurer Marcus Grausam Björn Kierspel – Christian Wichan           | 66     |
| 08    | Russland IILjudmila Astramowitsch Juri Talych Pawel Silin – Iwan Rodin                | 65     |
| 09    | UkraineJulija Melnyk Marjan Husner – Andrij Tolopko                                   | 57     |
| 10    | BulgarienGergana Alexandrowa Galabin Bozew – Petar Sawow                              | 56     |

Datum: 15. Januar 2010

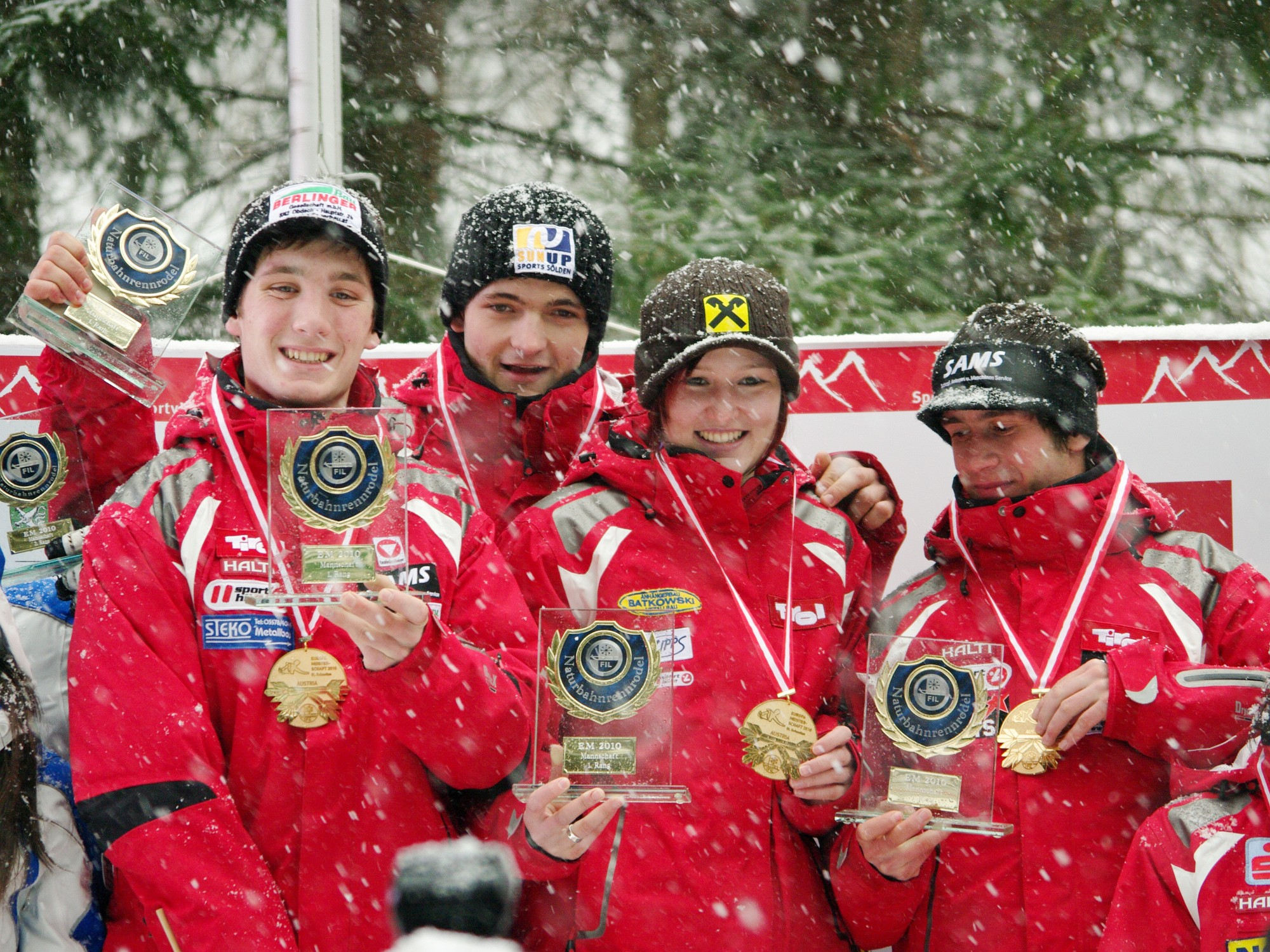
Die Mannschaftseuropameister (von links nach rechts): Christian Schopf, Thomas Kammerlander, Melanie Batkowski und Andreas Schopf

Im erstmals ausgetragenen Mannschaftsbewerb waren zehn Teams aus sieben Nationen am Start. Italien, Österreich und Russland stellten jeweils zwei Teams; Bulgarien, Deutschland, Polen und die Ukraine jeweils eines. Eine Mannschaft bestand aus jeweils einem Einsitzer der Damen und der Herren sowie einem Doppelsitzerpaar. Die Laufzeiten wurden in Punkte umgerechnet, wobei für die schnellste Zeit pro Lauf 30 Punkte vergeben wurden. Bei Punktegleichstand wurde nach der Gesamtzeit aller drei Durchgänge gereiht. Mannschaftseuropameister wurde das Team Österreich I vor Italien I und Österreich II. Auf Platz vier landete das Team Italien II punktegleich mit dem fünftplatzierten Team Russland I, das aber eine schlechtere Gesamtzeit hatte. Die drei bestplatzierten Mannschaften konnten jeweils einen der drei Läufe gewinnen, beste Gesamtzeit hatte das Team Italien I.

## Medaillenspiegel
| Platz | Land       | Gold | Silber | Bronze | Gesamt |
| ----- | ---------- | ---- | ------ | ------ | ------ |
| 1.    | Italien    | 2    | 2      | 2      | 6      |
| 2.    | Österreich | 1    | 1      | 1      | 3      |
| 3.    | Russland   | 1    | -      | 1      | 2      |
| 4.    | Polen      | -    | 1      | -      | 1      |